# Luigi Barzini (1908-1984)
Luigi Giorgio Barzini (Milano, 21 dicembre 1908 – Roma, 30 marzo 1984) è stato un giornalista e politico italiano, particolarmente noto per il suo bestseller The Italians, pubblicato in inglese negli Stati Uniti nel 1964, in cui presenta il carattere nazionale italiano al pubblico americano, introducendo il lettore alla cultura e ai costumi del Bel Paese.

## Biografia
Figlio del giornalista Luigi Barzini (1874-1947), ricevette tale nome in onore di Luigi Albertini, direttore-dominus del Corriere della Sera che aveva assunto il padre, il quale aveva cominciato così la sua prestigiosa carriera. I coniugi Albertini furono padrino e madrina di battesimo. A scuola palesò un precoce talento per la scrittura, d'altronde era una passione di famiglia. La madre era anche lei scrittrice, e pubblicava con un discreto successo utilizzando lo pseudonimo di "Marinska". Ai suoi tempi era piuttosto conosciuta e grazie ai suoi libri e alle sue traduzioni collaborò in modo considerevole al bilancio familiare. Dopo gli esami ginnasiali al Regio Liceo Ginnasio "Ernesto Cairoli" di Varese, fu iscritto al liceo in un collegio di Moncalieri (TO). Nel 1926 raggiunse a New York il padre, editore del «Corriere d'America». Qui si svolse la seconda parte della sua formazione: con il diploma di scuola superiore a Flushing, cui seguirono gli studi in giornalismo alla Columbia University, dove si laureò nel 1930. Tornò in Italia per prestare il servizio militare, poi nell'aprile 1931 fu assunto al «Corriere della Sera».
Iniziò dall'ultimo gradino, quello di praticante e scalò tutte le posizioni, fino ad essere promosso inviato nel 1934: dapprima a New York, poi in Messico (1935). Nel 1935-36 fu inviato speciale in Etiopia durante la campagna italiana. Rimase undici mesi al seguito della spedizione italiana. Si distinse in particolare per il resoconto della battaglia per la presa di Azbì, che gli valse una decorazione al valor militare. Nel 1937 firmò una serie di articoli dalla Polonia minacciata dall'URSS e nel settembre dello stesso anno partì per la Cina per seguire il
conflitto sino-giapponese. Poco dopo il suo arrivo a Nanchino, però, dovette abbandonare la città a causa della battaglia che la incendiava. Salì con il collega Sandro Sandri sulla cannoniera statunitense «Panay», da dove inviò una memorabile corrispondenza. L'aviazione giapponese bombardò la nave, che affondò, e quel giorno Barzini vide morire il suo compagno di viaggio. Nel 1939 si fidanzò con Giannalisa Gianzana Feltrinelli, vedova di Carlo Feltrinelli, magnate della finanza lombarda, conosciuta tre anni prima.
All'inizio del 1940 assunse l'incarico di corrispondente da Londra, uno dei più ambiti al «Corriere». In aprile tornò in Italia per sposarsi con Giannalisa ad Amalfi. Pochi giorni dopo fu arrestato con l'accusa di rivelazione di segreto militare (25 aprile 1940). Condannato a cinque anni di confino, venne obbligato inizialmente a risiedere ad Amalfi. Nel febbraio 1941 ottenne, grazie all'intervento influente di Galeazzo Ciano presso le autorità fasciste, il trasferimento a Milano, sottoposto al regime di sorvegliato speciale. Già in primavera il regime fu revocato in una semplice ammonizione.
Nel 1942 fu rilasciato. In quell'anno nacque la prima figlia, Ludina. In seguito si trasferì con la famiglia all'Argentario (in Toscana), nella tenuta della moglie. Nel 1943 nacque la seconda figlia, Benedetta. Dopo la liberazione di Roma Barzini si trasferì nella capitale, dove fondò e diresse «Libera Stampa» (1944). Nel 1945 fondò con l'aiuto finanziario della moglie una società editoriale, "Servizio informazioni stampa italiana". La società pubblicò il quotidiano «Il Globo», nato il 1º febbraio di quell'anno, e l'agenzia di stampa «Sì». Nello stesso periodo Barzini fu capo ufficio stampa del Partito Liberale. Convinto anticomunista, il suo matrimonio con la vedova Feltrinelli lo rese anche patrigno di Giangiacomo Feltrinelli, editore e attivista politico di sinistra, con cui Barzini instaurò un rapporto conflittuale. Successivamente raggiunse la famiglia a Milano. Anche il padre si trovava nel capoluogo lombardo, alla ricerca di un lavoro. Barzini senior non poté essere ospitato nella casa del figlio a causa del veto della nuora, Giannalisa. La notizia della sua morte, avvenuta in solitudine e povertà il 6 settembre 1947, procurò al figlio un grande dolore, che si sommò a quello della perdita del fratello minore Ettore nel 1945, morto in campo di concentramento a Mauthausen.
Separato dalla moglie, Barzini decise di ricostruirsi una vita autonoma. Si sposò in seconde nozze con Paola Gadola ed ebbe altri tre figli: Luigi, Andrea e Francesca. Dopo aver lasciato la direzione del «Globo», nel dicembre 1948 iniziò a collaborare al nuovo rotocalco «La Settimana Incom illustrata», versione stampata del famoso cinegiornale Incom. Barzini tenne una rubrica fissa ("Almanacco dei sette giorni"), in cui esaminò e commentò gli avvenimenti salienti accaduti durante la settimana; assunse per un breve periodo anche la direzione (1950). Dopo aver ceduto la direzione continuò a collaborarvi come inviato.
Nel 1953 ritornò al «Corriere della sera» e vi rimase fino al 1962. Scrisse anche per «L'Europeo» e «La Stampa» di Torino. In politica fu deputato del PLI per tre legislature: III (1958-63), IV (1963-1968) e V (1968-1972). Celeberrimo il suo libro Gli italiani (The Italians), tradotto in tutto il mondo.
Nel giugno del 1973 fu designato alla direzione del «Messaggero» dall'editore Edilio Rusconi che aveva acquistato il pacchetto azionario di Ferdinando Perrone. Successivamente dovette rinunciare all'incarico, a causa dell'ostilità di una parte della redazione che si era arroccata in difesa del direttore uscente Alessandro Perrone che era anche comproprietario al cinquanta per cento della testata.

## Opere
- Nuova York, Prefazione di Luigi Barzini senior, Milano, G. Agnelli, 1931.
- Quattro giorni. Storia di una crisi europea, con J. W. Broadbent, G. Delmas, J. F. Essary, M. Killanin, H. Ripka e Werner von Rheinbaben, sotto la direzione di Lord Killanin, Milano, Mondadori, 1938.
- Evasione in Mongolia, Milano, A. Mondadori, 1939.
- Gli americani sono soli al mondo, Milano, A. Mondadori, 1952.
- I comunisti non hanno vinto, Milano, A. Mondadori, 1955.
- Mosca Mosca, Milano, A. Mondadori, 1960.
- La verità sul referendum[19], Firenze, Le lettere, 1960
- L'Europa domani mattina, Milano, Longanesi, 1964.
- Gli italiani (The Italians, 1964), Collezione Le Scie, Milano, A. Mondadori, settembre 1965; Collana Quality paperbacks, Mondadori, dicembre 1968; Collana Oscar n.272, Mondadori, febbraio 1978; col sottotitolo Virtù e vizi di un popolo, Prefazione di Sergio Romano, Collana SuperBur Saggi, Milano, BUR, novembre 1997, ISBN 978-88-171-1820-0; Collana SB Saggi, BUR, novembre 2001, ISBN 978-88-171-2743-1; Postilla di S. Romano, Postfazione di Ludina Barzini, Collana Saggi, Milano, BUR, 2008, ISBN 978-88-170-2747-2; in allegato a "Focus Storia", Milano, Gruner+Jahr/Mondadori, 2010.
- Le paure d'ieri, Roma, Reporter, 1968.
- L'antropometro italiano, Milano, A. Mondadori, 1973.
- O America!, Milano, A. Mondadori, 1978.
- Gli europei, Milano, A. Mondadori, 1985.

### Sceneggiature per film tv
- Il principale, con Mario Castellani, Xenia Valderi, Marcello Nencioni, Annabella Cerliani, regia di Alessandro Brissoni. Fu trasmesso in prima visione il 27 marzo 1956.